# Joseph-Louis de Cohorn de la Palun
Joseph-Louis de Cohorn de La Palun, né le 18 novembre 1670 à Carpentras et mort à Vaison le 20 janvier 1748, ecclésiastique, fut évêque de Vaison-la-Romaine de 1724 à 1748.

## Biographie
Joseph-Louis de Cohorn, né à Carpentras, est le fils cadet d'Ignace de Cohorn ou de Cohorne († 1680), seigneur de La Palun, et de Victoire de Morandini. Destiné à l'Église, il est ordonné en 1694 et pourvu par Clément XI de la prévôté du chapitre de chanoines de Vaison et choisi comme vicaire général par Joseph-François Gualtieri. Il est désigné pour lui succéder comme évêque de Vaison en 1723 par Innocent XIII mais le pontife meurt avant qu'il n'ait accepté et c'est finalement Benoît XIII qui réussit à le convaincre l'année suivante ; il est consacré à Rome en 1725 par le cardinal Philippe-Antoine Gualterio.
Son épiscopat est marqué par un échange de paroisses jugé a posteriori défavorable avec l'évêque d'Orange à qui il cède trois paroisses de son diocèse, celle de Gigondas et ses voisines de Montmirail et Saint-André de Ramiers, contre celle de Sainte-Cécile-les-Vignes. L'évêque d'Orange s'empresse de supprimer le monastère de femmes de Saint-André et d'en joindre les revenus à sa mense épiscopale.
Il crée deux nouveaux chanoines dans son chapitre et multiplie les fondations dans sa cathédrale. Il est aussi le restaurateur et le bienfaiteur de l'hôpital auquel il lègue 40 000 livres à sa mort en janvier 1748.